# Arbeitsgemeinschaft der Ressortforschungseinrichtungen
Die Berliner Arbeitsgemeinschaft der Ressortforschungseinrichtungen ist ein am 9. Februar 2005 gegründeter Zusammenschluss von Bundeseinrichtungen mit Forschungsaufgaben in Deutschland.
Diese sind jeweils einem Bundesministerium zugeordnet und werden in der Regel als Bundesforschungsanstalten, Bundesanstalten, Bundesinstitute oder Bundesämter bezeichnet. Besondere Aufgaben dieser Einrichtungen, neben der eigentlichen Forschung, sind zum einen die Beratung von Ministerien und anderen politischen Gremien bei Entscheidungen und zum anderen Leistungen auf den Gebieten der Prüfung, Zulassung, Regelsetzung und Standardisierung sowie der Überwachung.
Das Ziel ist nach eigenen Angaben, die Interessen der Ressortforschungseinrichtungen gegenüber der Politik, der Öffentlichkeit und den übrigen Forschungsorganisationen zu vertreten. Darüber hinaus wird, vor allem in Zusammenarbeit mit dem Wissenschaftsrat, eine verstärkte Qualitätssicherung der wissenschaftlichen Arbeit durch externe Evaluierungen angestrebt. Die ersten Einzelstellungnahmen des Wissenschaftsrates zu sieben Einrichtungen der Ressortforschung wurden im Mai 2006 veröffentlicht.
Leitendes Gremium ist ein aus fünf Wissenschaftlern beteiligter Forschungseinrichtungen bestehender Vorstand.

## Mitglieder
- Bundesamt für Kartographie und Geodäsie (Frankfurt)
- Bundesamt für Naturschutz (Bonn)
- Bundesamt für Seeschifffahrt und Hydrographie (Hamburg)
- Bundesamt für Strahlenschutz (Salzgitter)
- Bundesanstalt für Arbeitsschutz und Arbeitsmedizin (Dortmund)
- Bundesanstalt für Geowissenschaften und Rohstoffe (Hannover)
- Bundesanstalt für Gewässerkunde (Koblenz)
- Bundesanstalt für Materialforschung und -prüfung (Berlin)
- Bundesanstalt für Straßenwesen (Bergisch Gladbach)
- Bundesanstalt für Wasserbau (Karlsruhe)
- Bundesinstitut für Arzneimittel und Medizinprodukte (Bonn)
- Bundesinstitut für Bau-, Stadt- und Raumforschung im Bundesamt für Bauwesen und Raumordnung (Bonn)
- Bundesinstitut für Berufsbildung (Bonn)
- Bundesinstitut für Bevölkerungsforschung (Wiesbaden)
- Bundesinstitut für Kultur und Geschichte des östlichen Europa (Oldenburg)
- Bundesinstitut für Risikobewertung (Berlin)
- Bundeszentrale für gesundheitliche Aufklärung (Köln)
- Deutscher Wetterdienst (Offenbach)
- Deutsches Archäologisches Institut (Berlin)
- Deutsches Institut für medizinische Dokumentation und Information (Köln)
- Deutsches Jugendinstitut (München)
- Deutsches Zentrum für Altersfragen (Berlin)
- Deutsches Zentrum für Schienenverkehrsforschung (Dresden, Bonn)
- Forschungsbereich für Wasserschall- und Geophysik der Wehrtechnischen Dienststelle für Schiffe und Marinewaffen, Maritime Technologie und Forschung (Kiel)
- Friedrich-Loeffler-Institut – Bundesforschungsinstitut für Tiergesundheit (Insel Riems)
- German Institute of Development and Sustainability (Bonn)
- Institut für Arbeitsmarkt- und Berufsforschung der Bundesagentur für Arbeit (Nürnberg)
- Institut für Mikrobiologie der Bundeswehr (München)
- Institut für Pharmakologie und Toxikologie der Bundeswehr (München)
- Institut für Radiobiologie der Bundeswehr (München)
- Julius Kühn-Institut – Bundesforschungsinstitut Kulturpflanzen (Quedlinburg)
- Johann Heinrich von Thünen-Institut – Bundesforschungsinstitut für Ländliche Räume, Wald und Fischerei (Braunschweig)
- Max Rubner-Institut – Bundesforschungsinstitut für Ernährung und Lebensmittel (Karlsruhe)
- Max Weber Stiftung – Deutsche Geisteswissenschaftliche Institute im Ausland (Bonn)
- Paul-Ehrlich-Institut – Bundesinstitut für Impfstoffe und biomedizinische Arzneimittel (Langen/Hessen)
- Physikalisch-Technische Bundesanstalt (Braunschweig und Berlin)
- Robert Koch-Institut – Bundesinstitut für Infektionskrankheiten und nicht übertragbare Krankheiten (Berlin)
- Schifffahrtmedizinisches Institut der Marine (Kronshagen)
- Umweltbundesamt (Dessau-Roßlau)
- Wehrwissenschaftliches Institut für Schutztechnologien – ABC-Schutz (Munster)
- Wehrwissenschaftliches Institut für Werk-, Explosiv- und Betriebsstoffe (Erding)
- Zentrum für Militärgeschichte und Sozialwissenschaften der Bundeswehr (Potsdam)
- Zentrum für Geoinformationswesen der Bundeswehr (Mercator-Kaserne, Euskirchen)